# إدارة سانتا آنا
إدارة سانتا آنا هي إدارة في السلفادور، بلغ عدد سكانها 523٬655 نسمة، في 2007، عاصمتها سانتا آنا مونيسباليتي، تبلغ مساحتها 2٬023٫2 كيلومتر مربع.